# Falso profeta (película)
Falso profeta (título original: Outlaw Prophet: Warren Jeffs) es un telefilme estadounidense de drama y biográfico de 2014, dirigido por Gabriel Range, escrito por Steve Kornacki, Alyson Evans, Bryce Kass y Angeli Macfarlane, está basado en un libro de Stephen Singular, musicalizado por Tony Morales, en la fotografía estuvo Graham Smith y los protagonistas son Tony Goldwyn, Molly Parker y Joey King, entre otros. Este largometraje fue producido por Sony Pictures Television y se estrenó el 28 de junio de 2014.

## Sinopsis
La historia real de un líder fundamentalista mormón, quien estuvo más de un año en la lista de los diez más buscados del FBI, teniendo cargos vinculados a probables arreglos de matrimonios ilegales con chicas menores de edad.